# Ignacy Jerzy Potocki
Ignacy Jerzy Feliks Potocki herbu Pilawa (ochrzczony 7 czerwca 1738 w Monasterzyskach, zm. 1794) – generał-lejtnant wojsk koronnych w 1755 roku, poseł, członek Generalności konfederacji barskiej w 1771 roku, marszałek ziem generału ruskiego konfederacji barskiej, starosta kaniowski od 1763, nowosielski, sędzia kapturowy ziemi lwowskiej w 1764 roku, duchowny rzymskokatolicki.

## Życiorys
Urodził się zapewne w Monasterzyskach (ziemia halicka), mieście dziedzicznym ojca, kasztelana lwowskiego Józefa Potockiego. Tam został najpierw pospiesznie ochrzczony 7 czerwca 1738 pod imionami: Robert Felicjan Ignacy Jerzy, przy uroczystym powtórzeniu ceremonii chrztu 25 maja 1741 w katedrze lwowskiej otrzymał imiona Ignacego Jerzego Feliksa.
Był członkiem konfederacji Czartoryskich w 1764 roku i posłem ziemi halickiej na sejm konwokacyjny (1764). W 1764 roku był elektorem Stanisława Augusta Poniatowskiego z województwa sandomierskiego. Uczestnik konfederacji radomskiej w 1767 roku. W załączniku do depeszy z 2 października 1767 roku do prezydenta Kolegium Spraw Zagranicznych Imperium Rosyjskiego Nikity Panina, poseł rosyjski Nikołaj Repnin określił go jako posła wrogiego realizacji rosyjskich planów na sejmie 1767 roku, poseł ziemi halickiej na sejm 1767 roku. Marszałek ziemi sanockiej w konfederacji barskiej w 1769 roku. W czasie trwania walk konfederackich rezydował w Gaboltovie po austriackiej stronie granicy.
Dziedziczył dobra Bereżanka, Czeremowce, Husiatyn, Horodnica, Kuhajowce na Podolu, Monasterzyska i połowę klucza buczackiego w ziemi halickiej. W 1775 sprzedał swe dobra podolskie Antoniemu Strzemeskiemu, staroście bareckemu.
Pod koniec życia został zakonnikiem krakowskim, proboszczem w Kazimierze Małej. W lipcu 1794 bawił w Boćkach u młodszego brata Jana, starosty kaniowskiego. 16 lipca wyjechał z Bociek do Kazimierzy Małej z przeczuciami rychłej śmierci.
Brat Franciszka Piotra. Jego stryjecznym stryjem był cześnik Ignacy Potocki.

## Literatura
- Wacław Szczygielski: Potocki Ignacy h. Pilawa (1738–1794?). W: Polski Słownik Biograficzny. T. XXVII/4, zeszyt 115: Pniewski Jan – Potocki Ignacy. Wrocław — Warszawa — Kraków — Gdańsk – Łódź: Zakład Narodowy Imienia Ossolińskich, Wydawnictwo Polskiej Akademii Nauk, 1983, s. 829–831.